# ماريا أليساندرا غالوني
ماريا أليساندرا غالوني (من مواليد 2 سبتمبر 1966) سياسية إيطالية. أنهت غالون ولايتها الأولى في عام 2013، وبدأت ولاية ثانية في عام 2018. عملت بصرامة مع رئيس بلدية بيرغامو بين عامي 1999 و2004. عملت أيضًا في مجلس المدينة لمدة 20 عامًا.